# Forces de Defensa Croates
Les Forces de Defensa de Croàcia (croat: Hrvatske obrambene snage o HOS) va ser la branca paramilitar del Partit Croat dels Drets (HSP) de 1991 a 1992, durant les primeres etapes de les guerres iugoslaves. Durant la Guerra d'Independència de Croàcia, el HOS va organitzar diverses companyies primerenques i va participar en la defensa de Croàcia. En el punt àlgid de la guerra a Croàcia, el HOS tenia una mida de diversos batallons. Les primeres unitats HOS estaven encapçalades per Ante Paradžik, un membre de l'HSP que va ser assassinat per la policia croata el setembre de 1991. Després de la mobilització general de novembre de 1991 a Croàcia i l'alto el foc de gener de 1992, el HOS va ser absorbit per l'Exèrcit croat.